# Справедлива Росія
Справедлива Росія (рос. Справедливая Россия — За правду) — російська лівоцентристська партія, має 38 місць із 450 у Державній думі РФ. 12 членів партії представляють регіони РФ у Раді федерації (верхня палата парламенту Росії). Голова партії у 2006—2011 Сергій Миронов займав посаду голови Ради федерації. Партія має молодіжне крило — Молоді соціалісти Росії.
Партія має чітку антиукраїнську позицію та підтримує російське вторгнення до України, зокрема, її лідер фінансує терористів Донбасу, але заразом, єдиний депутат Державної Думи, який проголосував проти анексії Криму — Ілля Пономарьов, є депутатом саме від Справедливої Росії

## Історія
29 серпня 2006 керівники трьох російських партій Олександр Бабаков, Сергій Миронов і Ігор Зотов підписали першу Угоду про основні принципи об'єднання партії «Родіна» (рос. Родина), Партії життя і Партії пенсіонерів. Цей документ поклав початок створенню нової політичної партії в Росії.
Через два місяці 28 жовтня 2006 партія Справедлива Росія була сформована на з'їзді, який об'єднав згаданих вище осіб. На цьому з'їзді Сергій Миронов був обраний головою нової політичної партії. Указом голови партії 28 жовтня 2006 року було оголошено Днем народження партії.
У 2007 році ще чотири політичні партії: партія Народна Росія, Єдина соціалістична партія Росії, Партія розвитку підприємництва і Партія конституційних демократів приєдналися до Справедливої Росії. 2 грудня 2007 Справедлива Росія подолала семивідсотковий бар'єр для права на отримання місць у Державній Думі V скликання на загальних виборах і стала парламентською партією.
30 червня 2008 на XXIII Міжнародному соціалістичному конгресі затверджено прийняття партії Справедлива Росія в Соцінтерн.
У 2008 році Партія соціальної справедливості і Партія зелених також приєдналися до партії, таким чином Справедлива Росія стала об'єднаннями 9 лівих політичних сил.
До другої половини 2009 року керівництво «Справедливої Росії» практично беззастережно підтримувало виконавчу владу і президента (потім прем'єра) Володимира Путіна, не сильно відрізняючись своєю політичною лінією від «Єдиної Росії». Проте в СР та її думської фракції присутні і відіграють помітну роль деякі з власними поглядами — ліво-соціалістичними і ліво-ліберальними. В апараті думської фракції СР зберігають значний вплив прихильники колишнього лідера партії «Родіна» Дмитра Рогозіна.
На думських виборах 2011 року партія отримала 8,6 млн голосів (13,24 %), сформувавши в Держдумі шостого скликання фракцію з 64 депутатів. Федеральний список партії очолили Сергій Миронов і Микола Левичев.
У березні 2021 року на сайті партії було заявлено про плани щодо відкриття представництва в тимчасово окупованому російськими військами Донецьку. Керівник фракції у думі Миронов призначив свого помічника Олексія Жигуліна представником партії на окупованому Донбасі.

## Ідеологія
Ідеологія партії передбачає встановлення в Росії соціально орієнтованої економіки. «Справедлива Росія» виступає за пошук унікального російського шляху. Офіційна головна мета партії полягає у розвитку «російської соціалістичної ідеї, щоб вона відповідала як завданням XXI століття, так і духовної традиції російського народу, російської культури». Майбутнім Росії партія оголошує побудову «нового соціалізму».
Партії висувають претензії в імітаційному характері та мімікрії під соціал-демократію.